# サタン

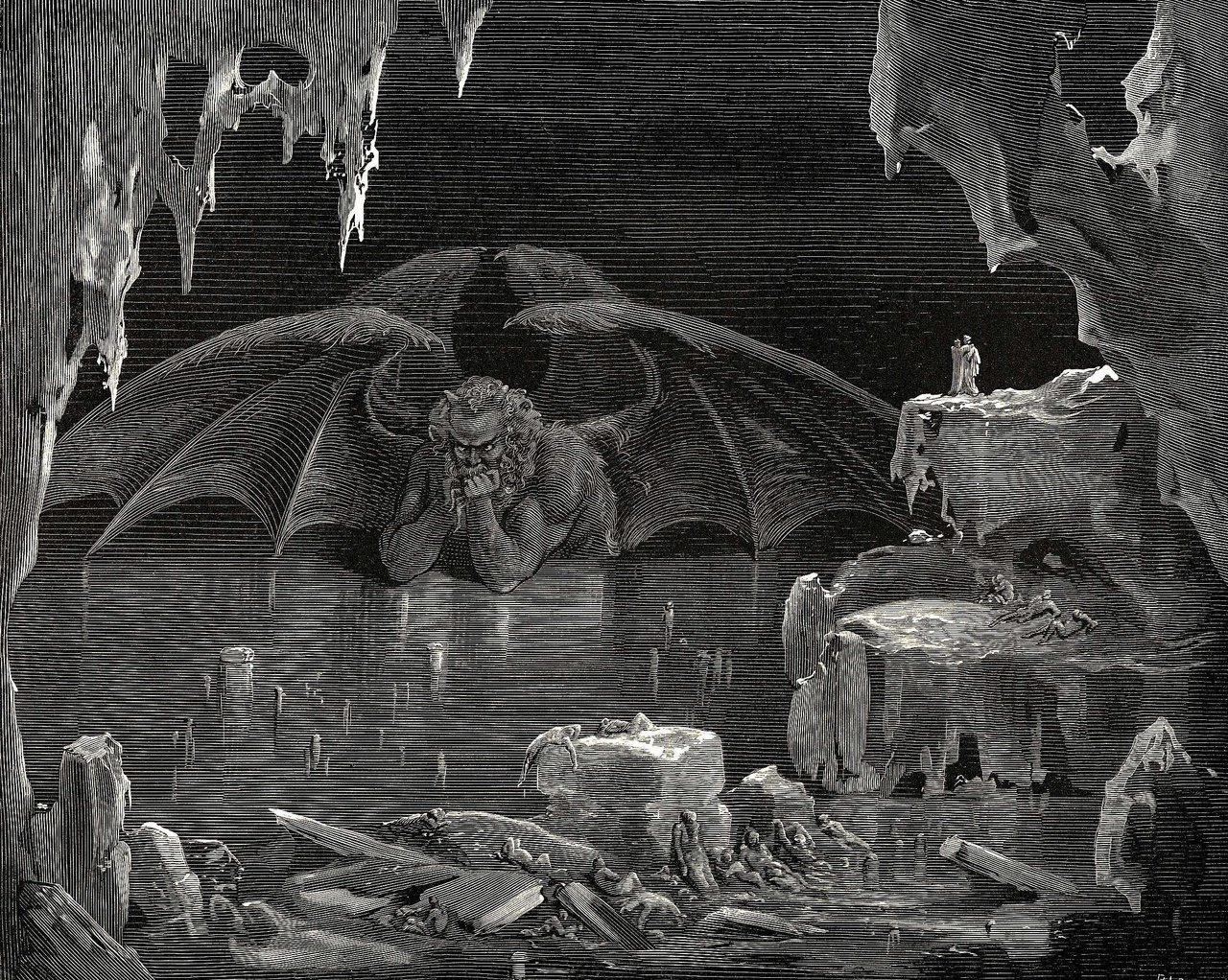
ギュスターヴ・ドレによるダンテの『神曲』地獄篇の挿絵。地獄の最下層にいる悪魔大王を描いている。

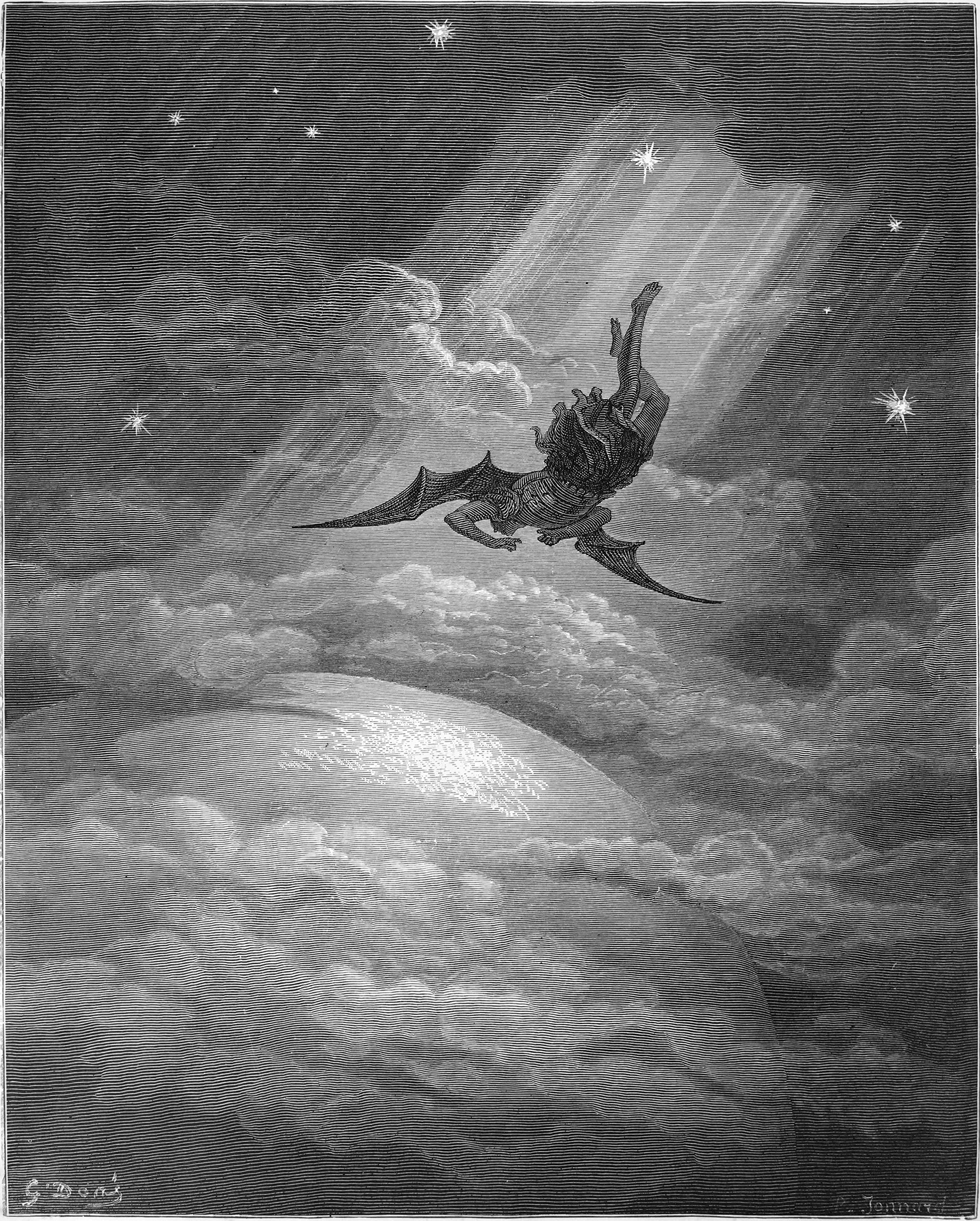
ギュスターヴ・ドレによるジョン・ミルトンの『失楽園』の挿絵。地球へ向かうサタンを描いている。

サタン（ヘブライ語: שָּׂטָן; アラム語: שָׂטָנָא; ギリシア語: Σατᾶν, Σατανᾶς; ラテン語: Satan, Satanās）は、ユダヤ教、キリスト教、イスラム教における悪魔。イスラームではアラビア語のアッ＝シャイターン（الشيطان、DMG方式: aš-Šayṭān）がこれに相当する。
ユダヤ教、キリスト教では神の敵対者、イスラム教では人間の敵対者とされる。
キリスト教神学においては、サタンは、かつては神に仕える御使いであったが堕天使となり、地獄の長となった悪魔の概念である。罪を犯して堕落する前のサタンは御使いであったが、神に反逆して「敵対者」としての悪魔に変化したとみなされている。キリスト教ではサタンは人格性を有する超自然的存在であると信じられているが、自由主義神学（リベラルセオロジー　liberal theology）ではサタンが人格的存在であるとは必ずしも考えられていない。

## 語源
ヘブライ語のサタン（サーターン שָּׂטָן）は「敵対者」「妨げる者」「誹謗する者」「訴える者」を意味する。ヘブライ語聖書では「敵」などを意味する普通名詞として何度もあらわれる。
例えば、『民数記』22章22〜35節には道に立ちふさがる天使が登場するが、これにはサタンという言葉が「道をふさぐ者」という意味の普通名詞として使われている。

## ヘブライ語聖書・旧約聖書

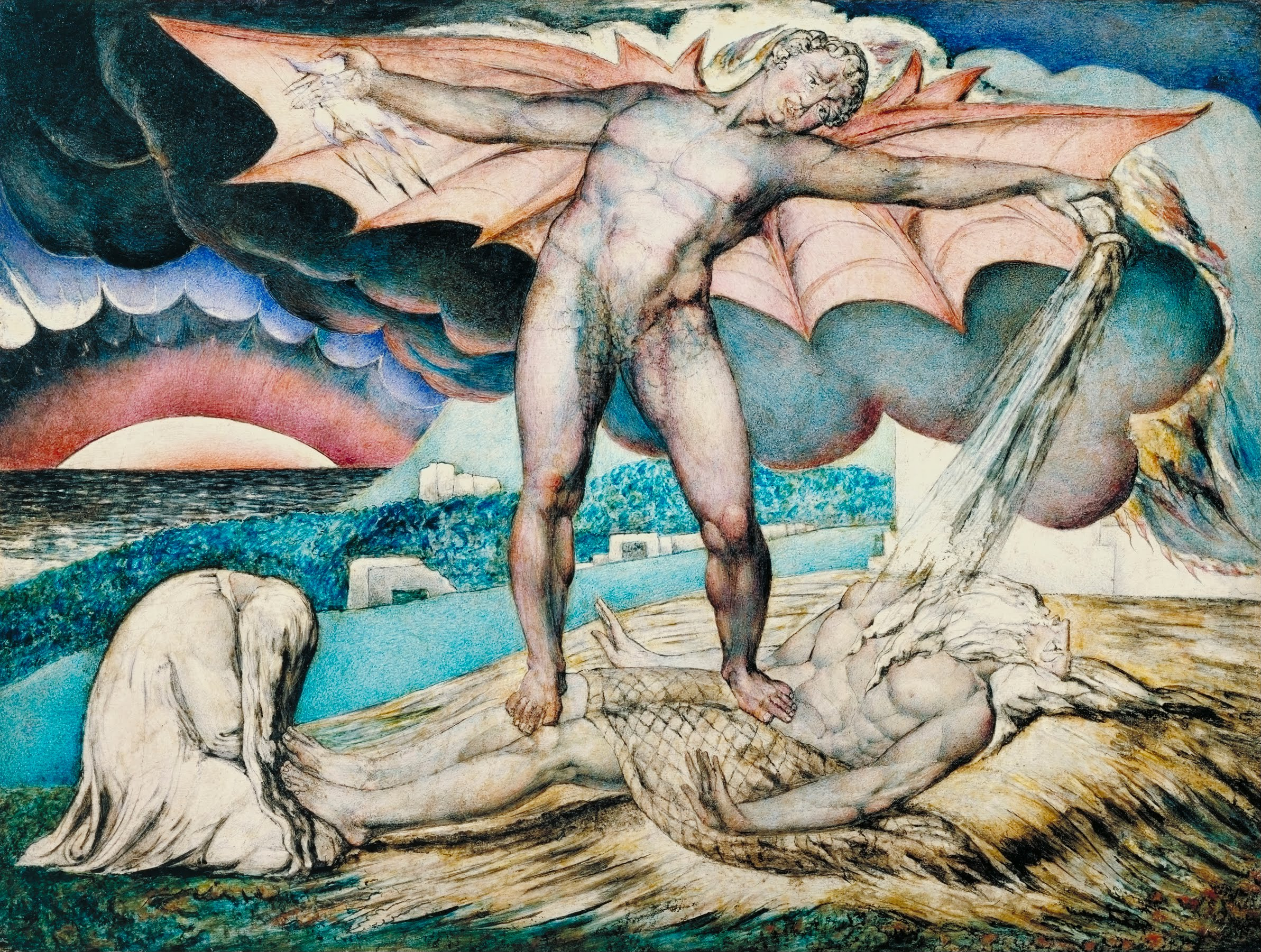
「サタンはヨブを沸騰で拷問する」。ウィリアム・ブレイクによるヨブ記の挿絵、1826年。

キリスト教では、ヘブライ語聖書・旧約聖書の『創世記』3:1-15、『第一歴代誌』21:1、『ヨブ記』1:6-12、2:1-7、『ゼカリヤ書』3:1-2に悪魔としてのサタンが登場していると解釈される。カイルとデリッチは『レビ記』16:8のアザゼルもサタンであると考えているが、メェラーはアザゼルがサタンであるという説には反対している。『ヨブ記』のサタンは特別な悪ではないとする主張があるが、それに対して福音派は、サタンの活動はヨブに対して敵対するものであり、ヨブは神（主）の栄光に対する悪魔の挑戦に対して犠牲になったのであり（ヨブ1:9）、ヨブを信頼する神はサタンに対してヨブを見るように命じたのだ、という見解を取る。
創世記
創世記の(口語訳)3:1-6でサタンは最初の女イヴに嘘をついて騙し、神から食べると死ぬと明確に言われていた善悪の知識の木の実を食べさせた。この事により人類全体が死ぬようになったとパウロは論じた。まさにサタンは人類全体の敵である。
歴代誌
歴代誌上(口語訳)21:1-14では、サタンはダビデに罪を犯させる事に成功し、その結果ダビデは神から辛い神罰3択を迫られる事に。ダビデは民に疫病が下される事を選択したため、イスラエルの70000人が倒れる事態となった。
ヨブ記
ヨブ記の(口語訳) 第1章で神の前にサタンも来て、ヨブについての話題になり、ヨブが試される事になる。まずサタンは善良なヨブから子供や財産を奪った。彼の息子7人、娘3人、羊7000頭、らくだ3000頭、牛500くびき、雌ろば500頭、多くのしもべ達の命を奪った。(口語訳) 第2章では、ヨブ自身の健康及び容貌を奪った。彼を足の裏から頭の頂まで腫物で撃った。それでもヨブは神への忠誠を保ち、後に神から祝福されるが、サタンからヨブへの謝罪は一切記録されていない。むしろ以下のように「人は」と述べることで人類全体を挑発している（ヨブ記(口語訳)2:4）。
ゼカリヤ書
ゼカリヤ書の(口語訳)3:1-2では、主とも呼ばれる神自身がサタンを責める存在である事が分かる。

## 新約聖書
新約聖書にサタンは多く出てきており、マタイ4:1-11、ルカ10:18、19、ヨハネ13:2、27、第一ペテロ5:8、黙示録12章、13:1-4、20：1-3、7-10などがある。
ヨハネの黙示録12:9、20:2ではイヴを誘惑した蛇を「年を経た蛇」と呼んでいて、サタンと同一視している。コリント人への第二の手紙 4:4ではパウロはサタンの事を「この世の神」と呼び、不信の者たちの思いをくらませ、キリストの栄光を見えなくしていると説いた。
マタイによる福音書
マタイによる福音書(口語訳)4章1節から11節をみると、サタンは「試みる者」とも呼ばれている。またイエスに「サタンよ、退け。」と言われると、素直にイエスを離れ去っている。
マタイによる福音書(口語訳)12章26節では、サタンがサタンを追い出すなら、その国は立ち行けなくなると書いてある。
マタイによる福音書(口語訳)16章21節から23節では、サタンは「イエスの邪魔をする者」を意味する事が分かる。この時は「神のことを思わないで、人のことを思っている」として、ペテロがイエスから「サタンよ、引きさがれ。」と言われた。
ルカによる福音書
ルカによる福音書の(口語訳)10章18節によると、サタンは過去に天から「電光」のように落ちるのをキリストによって目撃された。
ルカによる福音書の(口語訳)13章16節では、サタンは一人の女性を18年間も縛っていたと書いてある。
ルカによる福音書の(口語訳)22章3節では、十二使徒の一人であるイスカリオテのユダにサタンが入り、イエスを裏切るように仕向けた。
ヨハネによる福音書
ヨハネによる福音書の(口語訳)8章42節から44節では、イエスは当時のユダヤ人たちを「悪魔から出てきた者」と呼び、サタンを父としているという扱いをされた。サタンのことを「初めからの人殺し」「偽り者」「偽りの父」と呼び、サタンのうちには真理が無い事を曝露された。
使徒行伝
使徒行伝の(口語訳)5章1節から10節を見ると、アナニヤとその妻サッピラはサタンに心を奪われて聖霊を欺き、夫婦で死に至っている。
コリント人への第二の手紙
コリント人への第二の手紙の(口語訳)11章14節では、サタンも光の天使に擬装すると書いてある。
ペテロの第一の手紙
ペテロの第一の手紙 5:8では、サタンが吠えるライオンのように歩き回って獲物を求めているため、警戒するようにと呼びかけられている。
ヨハネの黙示録
ヨハネの黙示録の(口語訳)12:7から見ていくと、「ミカエルとその使いたち」VS「サタンとその使いたち」の戦いが起きたという記述がある。サタンはミカエルに勝てず、天に居場所が無くなり、使いたちと共に地に投げ落される。サタンは激怒中なため、地と海にとっては災いとなると述べられている。またサタンが「龍」「巨大な龍」「悪魔」「全世界を惑わす年を経たへび」などと呼ばれている事が分かる。
ヨハネの黙示録(口語訳)12:17でサタンは「神の戒めを守り、イエスのあかしを持っている者たちに対して、戦いをいどむために、出て行った。」とあるため、イエス・キリストに従っているとされるキリスト教の信者の敵である事が分かる。
ヨハネの黙示録(口語訳)第20章を見ていくと、サタンは千年の間鎖でつながれて底知れぬ所に投げ込まれ、封印される事になっている。その後しばらく解放された後は獣や偽預言者もいるという「火と硫黄との池」に投げ込まれる事になっている。この火の池は第二の死となっている。

## キリスト教
キリスト教の伝統によると、固有名詞でいうサタンとルシファーは同じものである。旧約聖書『イザヤ書』14章12節では明けの明星と呼ばれており、原語のヘブル語ではヘイレル(הֵילֵ֣ל)/hê·lêl/となっている。「ルシファー」はそのラテン語訳に由来する。
また、旧約聖書『エゼキエル書』28章14節によれば、もともとは神に仕える御使いのひとつであるケルブであった。
多くの天使を率いる十二枚の翼を持った美しい大天使長であったともいわれる。
ある時、天の星つまり天使たちのうち三分の一を味方につけ、天使の長のひとりであり御使のかしらであるミカエルの率いる神の軍団に敵対して戦うが勝てず、天使の三分の一とともに天から投げ落とされてしまう。
他には以下のような言及が見られる。
- 地上に来たイエス・キリストを誘惑した（荒野の誘惑）[14]
- 終わりの時に捕らえられる[15]

### サタンの子
ジャン・カルヴァンは『キリスト教綱要』第一篇14章18でイエス・キリストが「われ天より閃く雷光のごとくサタンの落ちしを見たり」（ルカ10:18）と使徒たちに教示されたことにより、キリストの王国がおこりたつ場合に、サタンとその力がたおれることを確証したのであり、イエス・キリストは死んでサタンを征服したため、サタンはクリスチャンの魂を支配することはできないが、サタンはキリストによって追い出されるまではこの世を占有しており、クリスチャンが神の子として認められるのに対し、不敬虔な者、ノンクリスチャンは堕落して帯びるにいたったサタンの像によって悪魔の子、サタンの子とみなされると述べている。
宣教者の働きは「彼らの目を開いて、暗闇から光に、サタンの支配から神に立ち返らせ」（使徒行伝26:18、新改訳聖書）ることであると定義される。福音派の指導者マーティン・ロイドジョンズは、人間の堕落によって世界はサタンの王国になったので、クリスチャン以外の全世界はサタンに支配され、サタンの腕に抱かれており、人間はサタンの奴隷であり、クリスチャンになるとはサタンの支配から神の支配に移されることを示していると講解している。
改革派教会のウェストミンスター信仰基準は全人類の始祖がサタンの悪巧みと誘惑にそそのかされて罪を犯し、堕落したために、人間は生まれながらにして怒りの子、サタンの奴隷であると告白する。

### サタンとの戦い
敬虔主義においては、この世はサタンと神、サタンと神の民の戦場と見られ、神と人間とに敵対するサタン、悪魔の存在が鋭く意識されている。ヨハン・ゼバスティアン・バッハのカンタータ『われらが神は堅き砦』はサタンとの戦いを歌っている。
ローザンヌ委員会とアフリカ福音同盟の「霊の戦いに関する協議会」が発表した「霊の戦いに関する聖書的・包括的理解のためのナイロビ声明」で、サタンが人格を有する存在であることと、キリストの勝利が確認されている。

### サタンと悪霊
サタンと悪霊は堕落した御使いという共通点があるが、サタンと悪霊は区別されている。この場合サタンは堕落した御使いの階級的頂点にある存在であり、悪霊はその手下を指している。

## イスラム教
天使を人間（アダム）より下位の存在として位置づけるイスラム教においては、サタンが神に背いた理由は、火でできたものが泥からできている人間より優れていないはずがないと傲慢であったからだ。
さらに、イスラム教の教えの中に傲慢であってはならないと記されている。
また、他の説によると、シャイターンは1日2千回も神へ祈りを捧げていた天使の中でもジンの中でも白眉であった。神がアダムとイヴにサジュードゥ「ひれ伏すこと」を命じた時に彼は、「私は神にのみ頭を下げます」といった。神は彼に「私の命令に背いてでも彼にひれ伏さないのか？ならば落ちて行け」と命じた。サタンはアダムへの嫉妬によりエデンから落とされたとされ、ユダヤ教経典の中でこの説に準じるのはソロモンの知恵のみに見られる。
サタンはユダヤ教と同じく、神に従う者であって、神に反抗する者ではなく、権威を持たない。人に害を与える場合でも、全て神の許しを持って行う、とされ、ヨブ記におけるサタン像にも通ずる。

## オカルト
サタンとは「悪魔・悪霊の統率者」としてのイメージが一般的であるが、その中で一体どのような存在であるか定まっていない。「悪魔の王・サタン」という存在でも、「サタンという名の悪魔がいる」「特定の著名な悪魔（主にルシファーなど）の異名」「サタンという悪魔・悪霊の階級がある」など、多様なとらえ方が存在する。七つの大罪や地獄の階級付けなど一般的な信仰とは相いれないような、神学的側面でも取り上げられることもあり、その名は多様な場所で見受けられる。
サタンと同一視される悪魔としてはルシファー（ルシフェル）を筆頭として、サマエル、サタナエル、ベルゼブブなどが存在するが、書籍によってこれらがサタンという存在と明確に分けられていたり、同一視されている。